# Nadir Bosch
 (septembre 2016).
Si vous disposez d'ouvrages ou d'articles de référence ou si vous connaissez des sites web de qualité traitant du thème abordé ici, merci de compléter l'article en donnant les références utiles à sa vérifiabilité et en les liant à la section « Notes et références ».
Nadir Bosch (né le 16 mai 1973 à Alger en Algérie) est un athlète français, spécialiste des courses de demi-fond.

## Biographie
Il remporte deux titres de champion de France du 3 000 m steeple, en 1995 et 1996, ainsi que trois autres titres de champion de France en salle, sur 800 m, 1 500 m et 3 000 m. En 1998, il améliore le record de France en salle du 1 500 m en 3 min 37 s 08.
Demi-finaliste des Jeux olympiques de 1996, il se classe troisième de la coupe d'Europe des nations 1999.
Il vit actuellement au Brésil où il a exercé les fonctions consul honoraire de France à Curitiba, capitale de l'Etat du Parana, de 2017 à 2018.

## Palmarès

### International
| Date | Compétition                | Lieu  | Résultat | Épreuve | Performance   |
| ---- | -------------------------- | ----- | -------- | ------- | ------------- |
| 1999 | Coupe d'Europe des nations | Paris | 3e       | 1 500 m | 3 min 46 s 75 |

### National
- Championnats de France d'athlétisme :
  - vainqueur du 3 000 m steeple en 1995 et 1996
- Championnats de France d'athlétisme en salle :
  - vainqueur du 800 m en 1998
  - vainqueur du 1 500 m en 1997
  - vainqueur du 3 000 m en 2000

## Records
| Épreuve         | Performance   | Lieu      | Date            |
| --------------- | ------------- | --------- | --------------- |
| 1 500 m         | 3 min 32 s 06 | Paris     | 21 juillet 1999 |
| 3 000 m steeple | 8 min 24 s 76 | Bondoufle | 23 juin 1996    |